# Grodzisk Wielkopolski
Grodzisk Wielkopolski er en by i regionen Storpolen i det vestlige Polen. Byen har ca. 13.676 indbyggere og er hovedsæde for amtet Powiat grodziski.
- Wikimedia Commons har flere filer relateret til Grodzisk Wielkopolski